# Lede en Oudewaard
Lede en Oudewaard (51° 56′ N, 5° 33′ L) é uma vila dos Países Baixos, na província de Guéldria. Lede en Oudewaard pertence ao município de Neder-Betuwe, e está situada a 8 km, a oeste de Wageningen.
A área de Lede en Oudewaard, que também inclui as partes periféricas da cidade, bem como a zona rural circundante, tem uma população estimada em 120 habitantes.